# Hartley Wintney
Harktley Wintney è una villaggio e una parrocchia civile inglese nella contea dello Hampshire.